# Systematik der vielzelligen Tiere
In dieser Systematik der Tiere soll eine Klassifikation aller vielzelligen Tiere (Metazoa) bis auf alle rezenten Stämme vorgenommen werden. Außerdem werden die wichtigsten Klassen erwähnt. Weitergehende Untersystematiken finden sich dann bei den betreffenden Untergruppen.

## Systematik
- Reich Vielzellige Tiere (Metazoa)
  - Stamm Schwämme (Porifera)

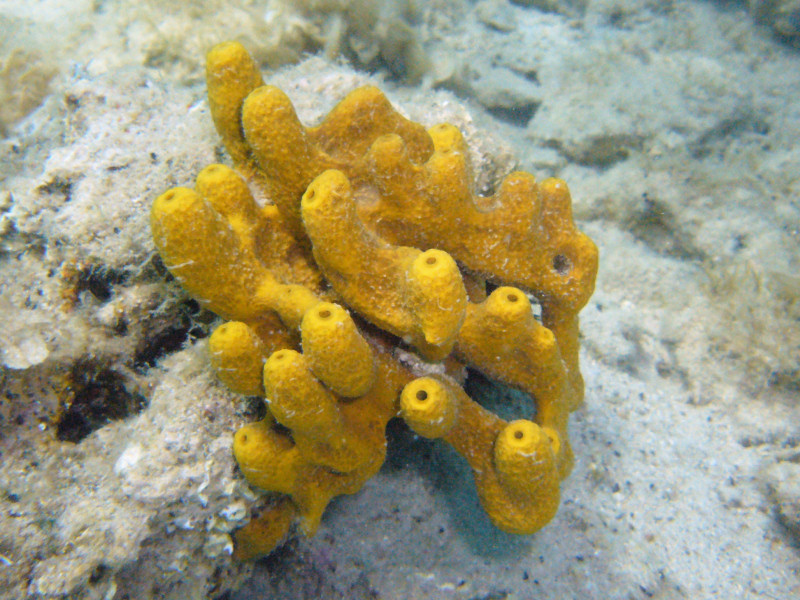
Aplysina aerophoba aus der Klasse der Hornkieselschwämme

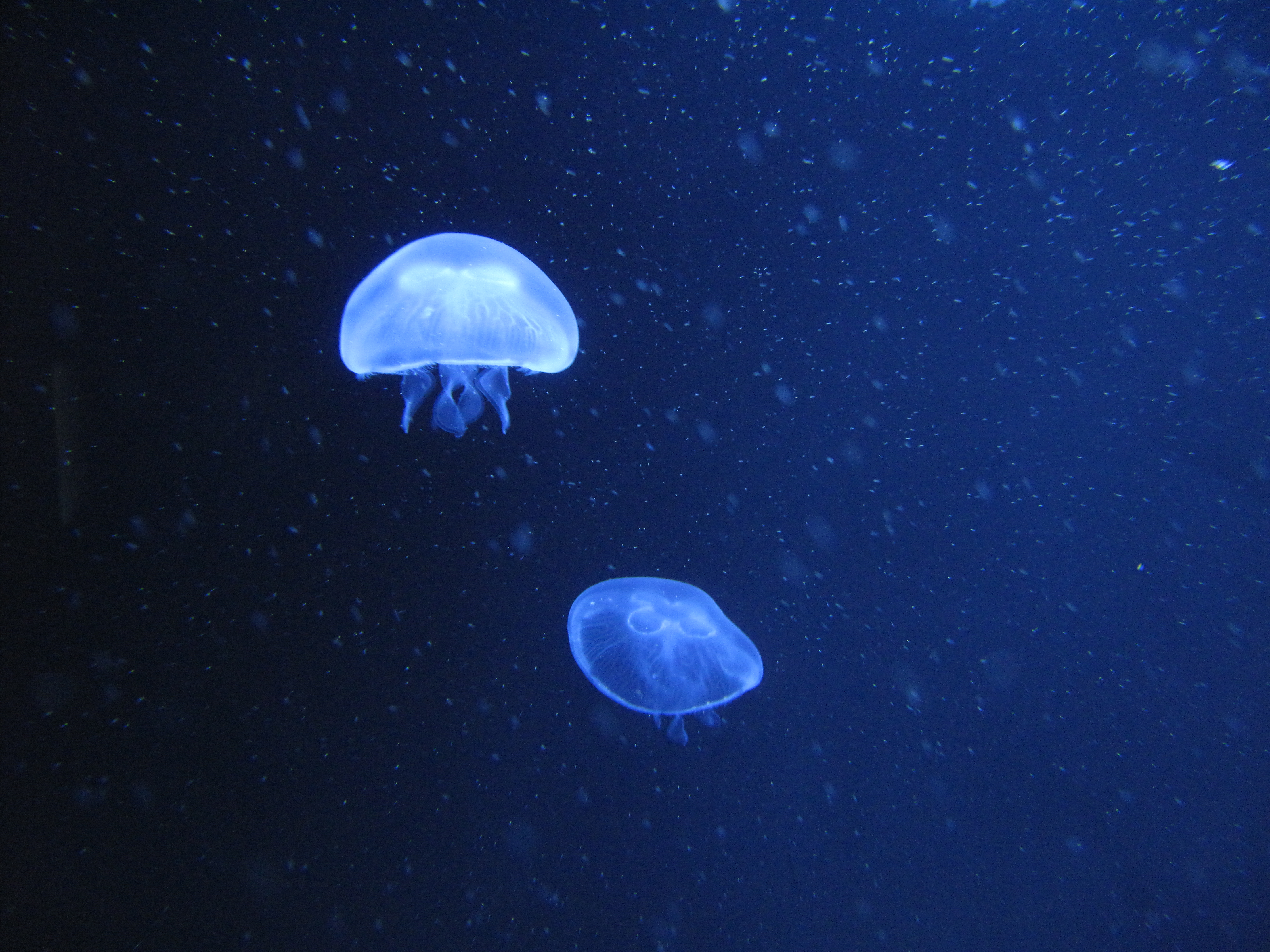
Ohrenqualle (Aurelia aurita)

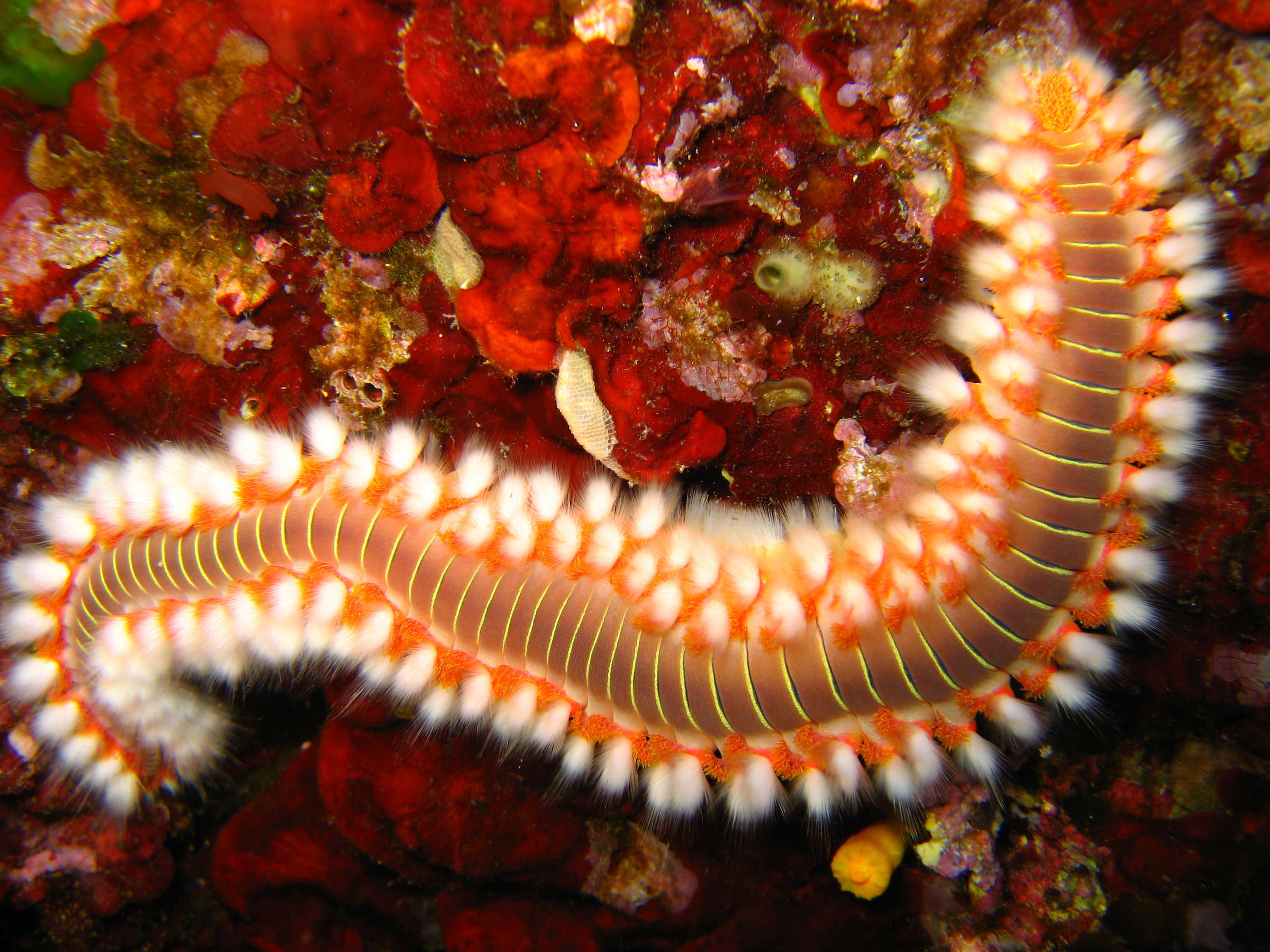
Vielborster (Polychaeta)

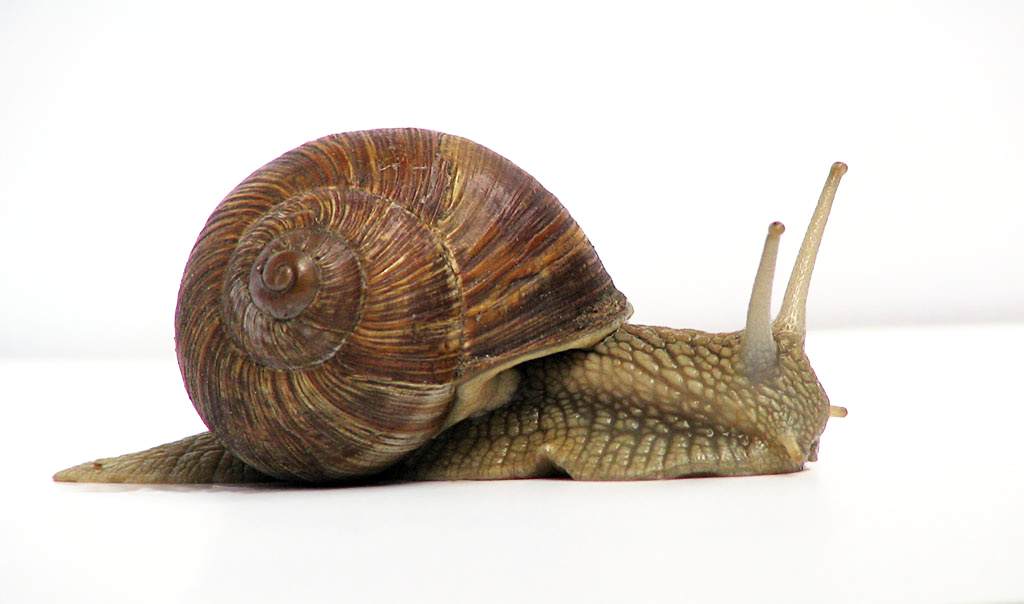
Weinbergschnecke
(Helix pomatia)

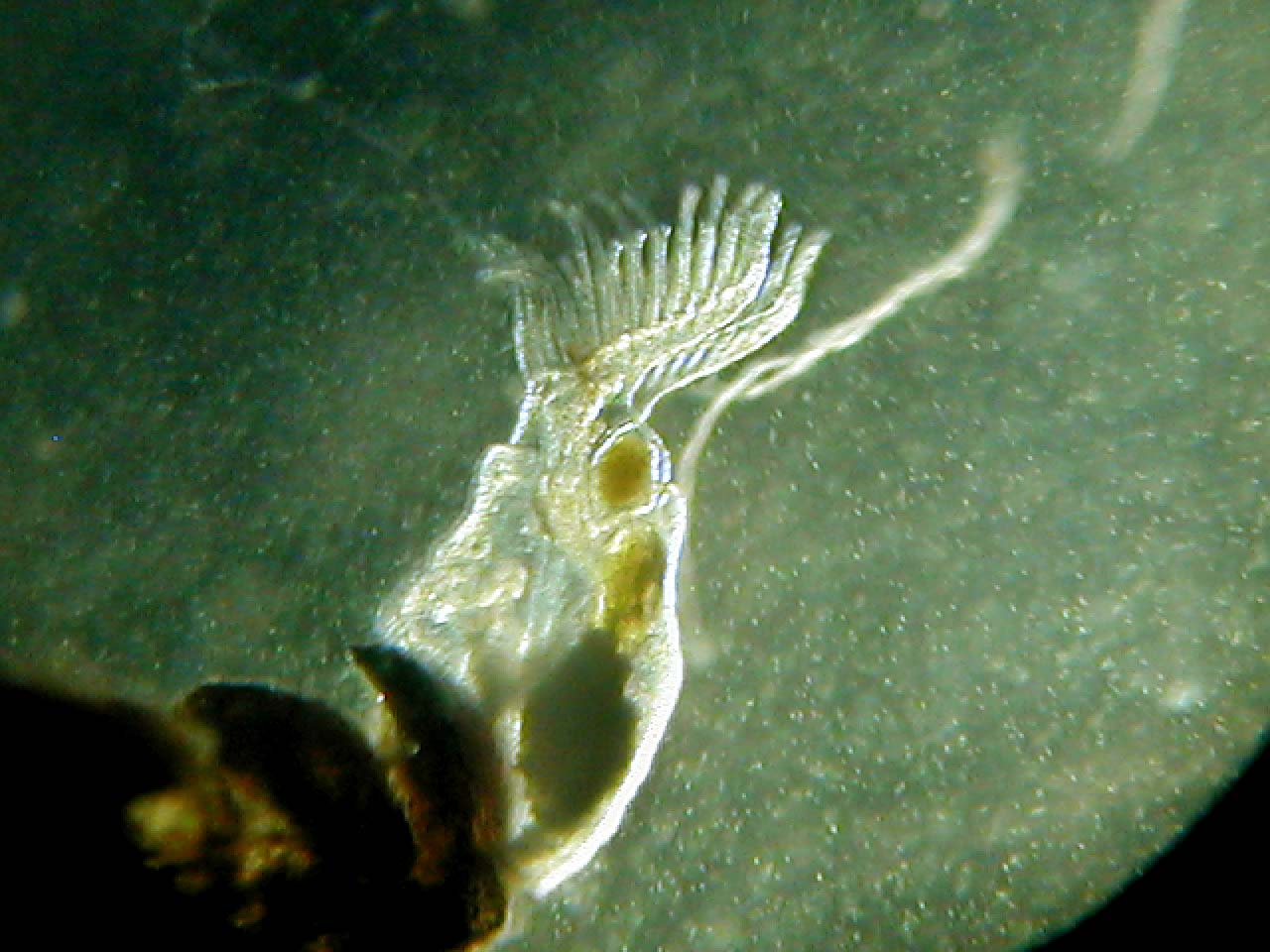
Süßwassermoostierchen

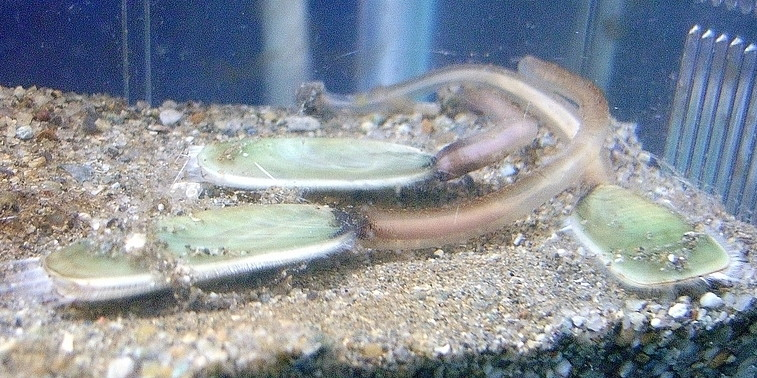
Lingula anatina (Beispiel für den Stamm der Armfüßer)

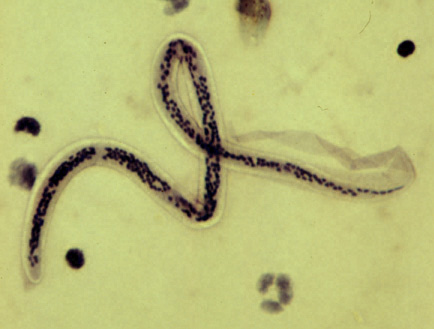
Wuchereria bancrofti

Stummelfüßer

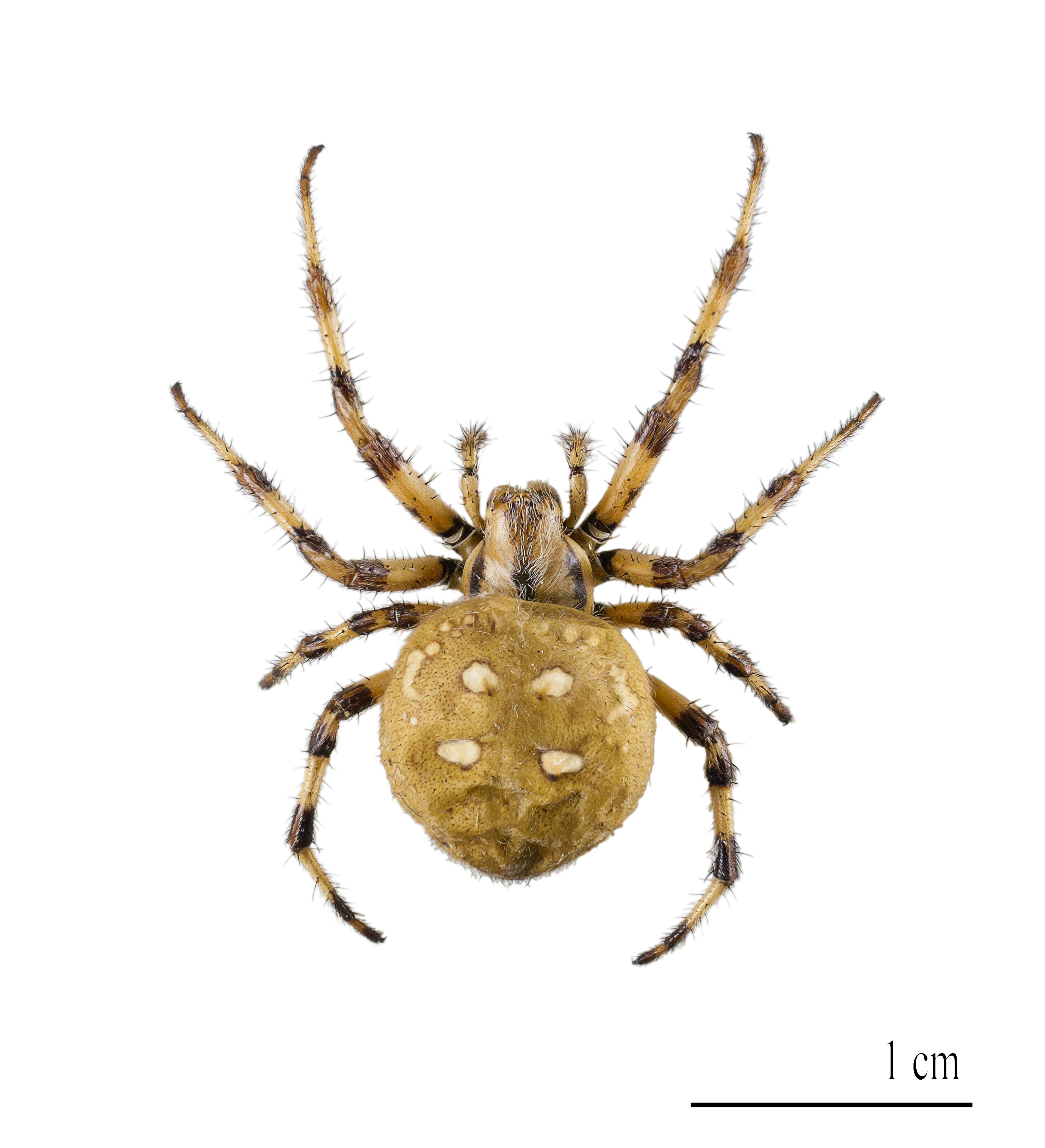
Vierfleckkreuzspinne (Araneus quadratus)

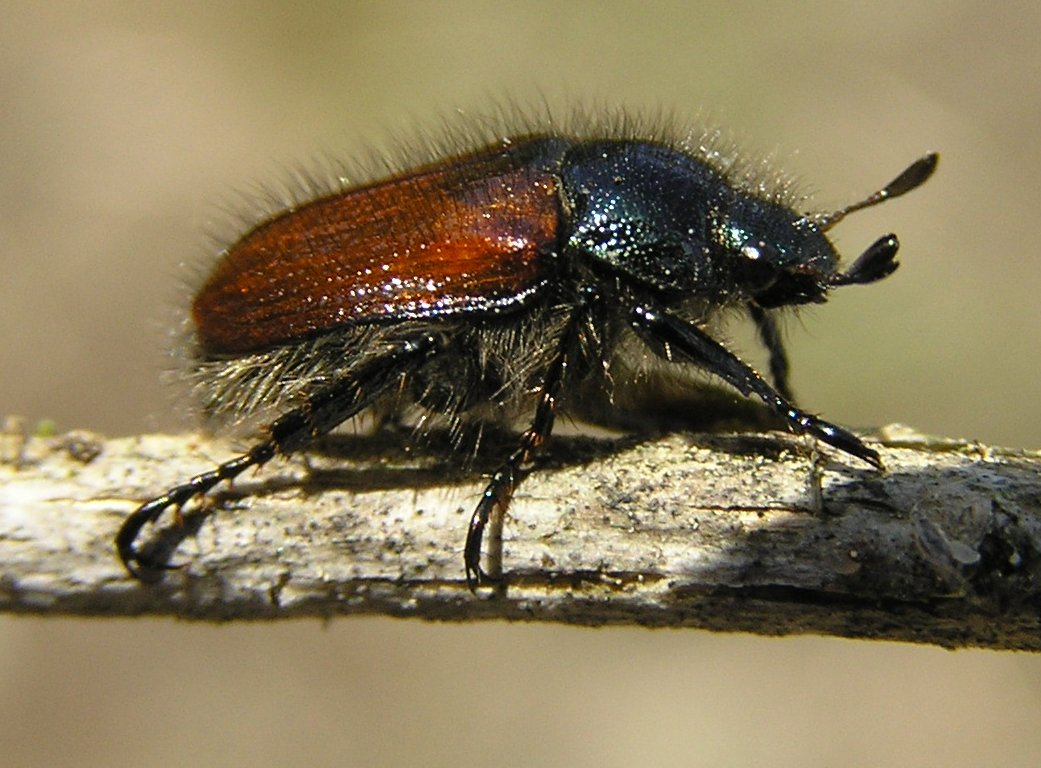
Gartenlaubkäfer (Phyllopertha horticola)

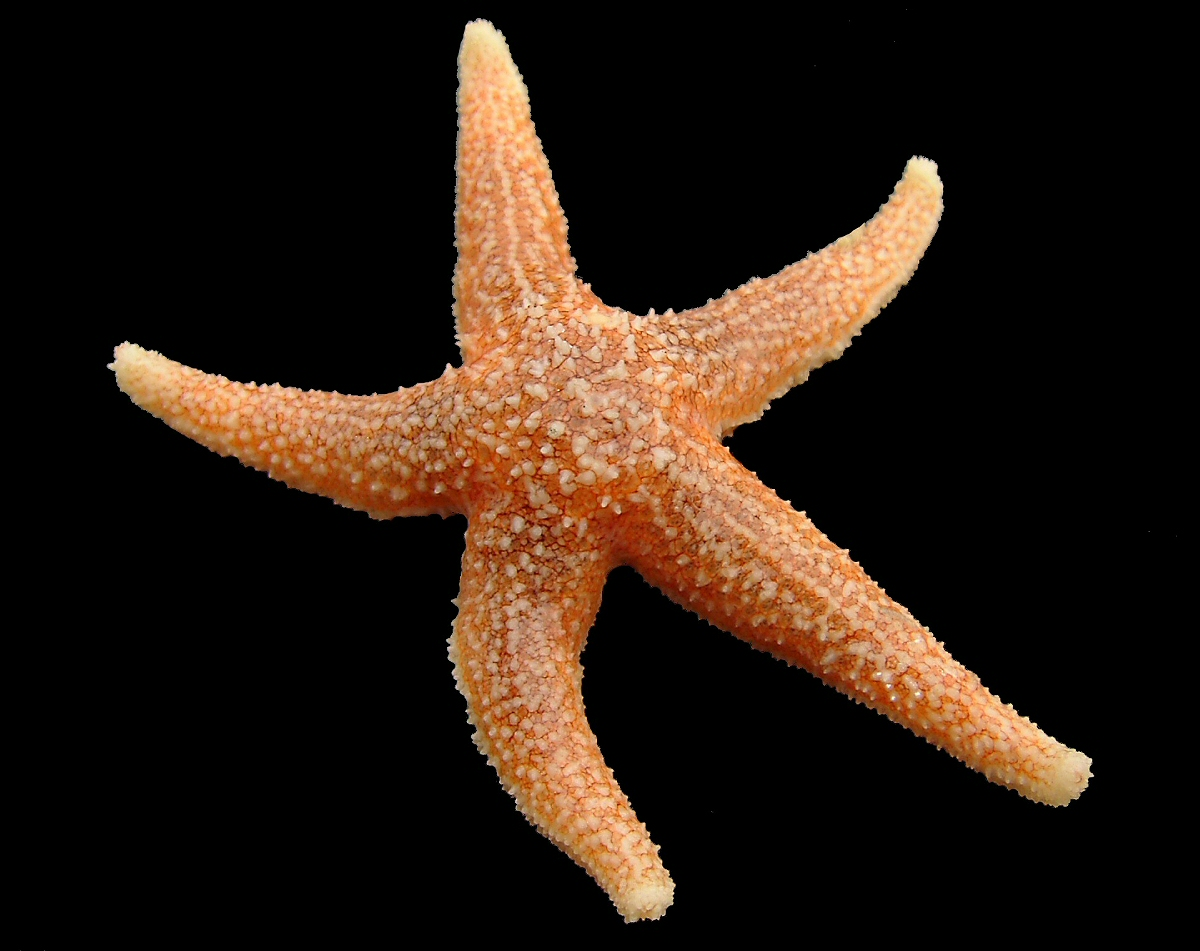
Gemeiner Seestern
(Asterias rubens)

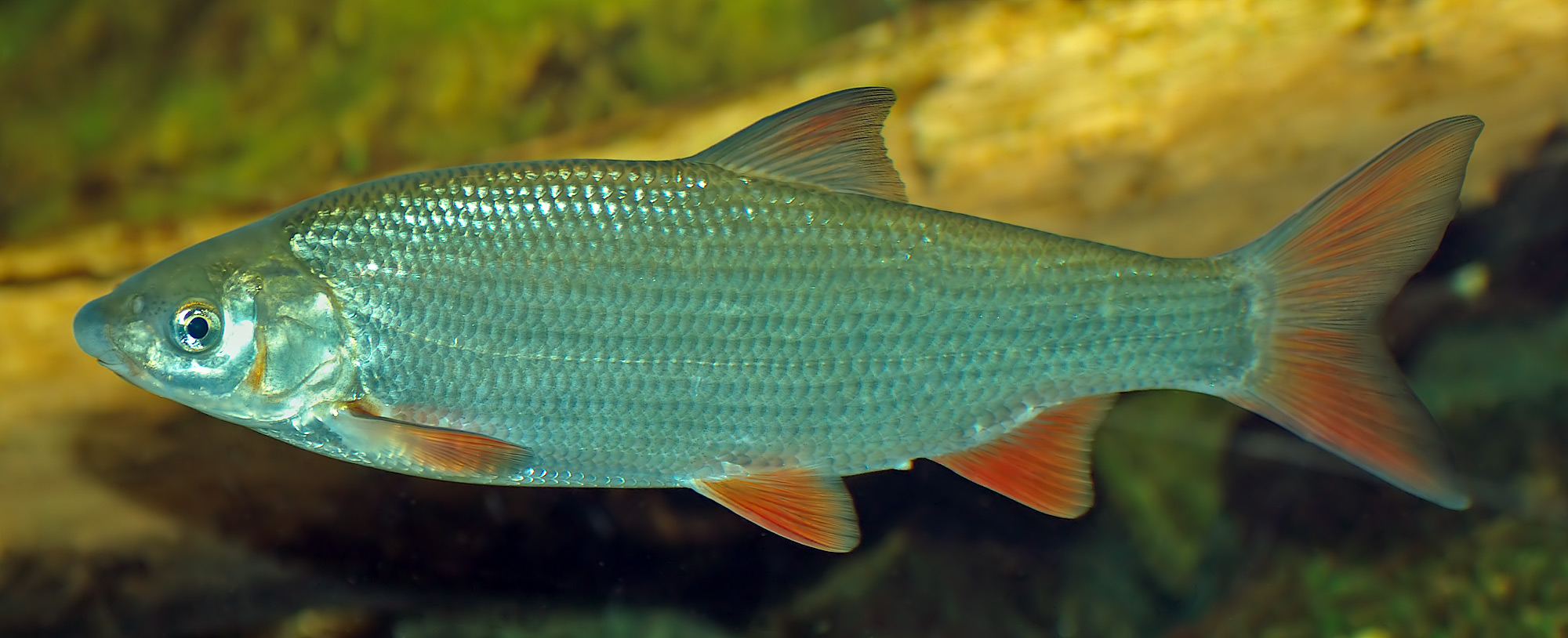
Nase (Chondrostoma nasus)

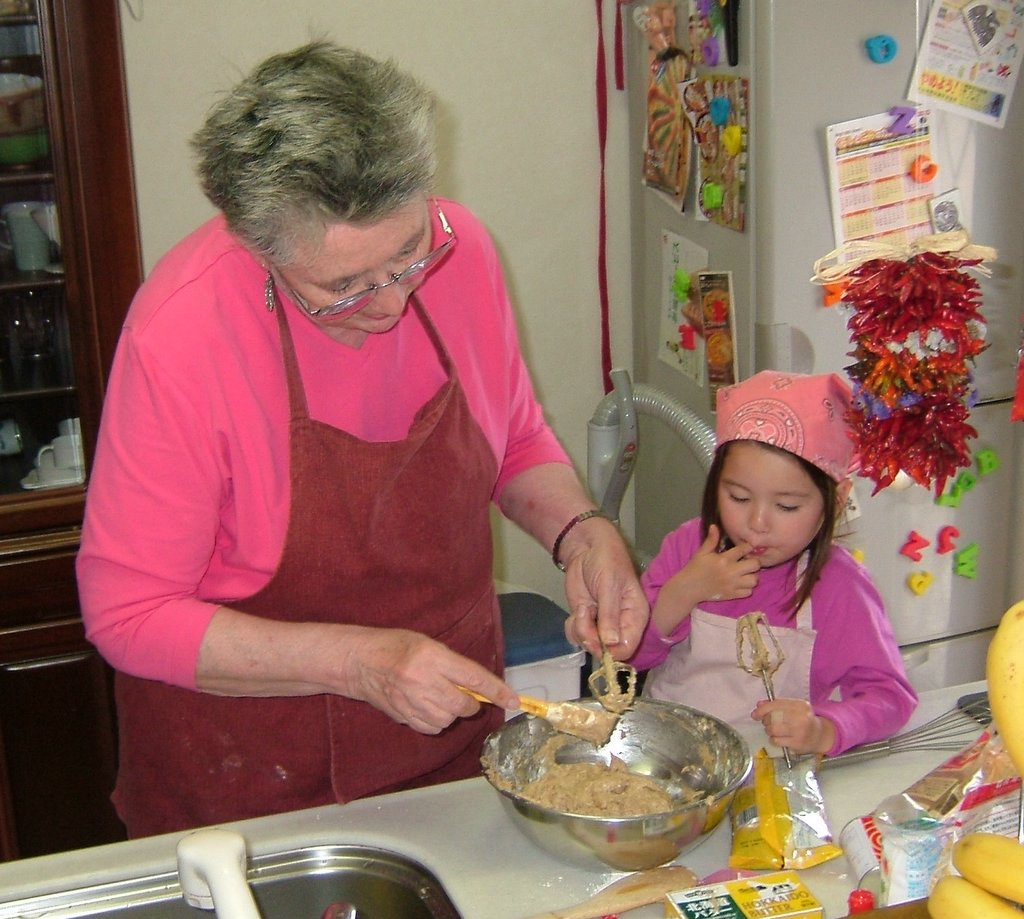
Mensch (Homo sapiens)

    - Hornkieselschwämme (Demospongiae)
    - Kalkschwämme (Calcarea)
    - Glasschwämme (Hexactinellidae)

  - Stamm Placozoa (Plattentiere)
  - Gewebetiere (Eumetazoa)
    - Stamm Nesseltiere (Cnidaria)
      - Blumentiere (Anthozoa)
      - Stiel- oder Becherquallen (Staurozoa)
      - Würfelquallen (Cubozoa)
      - Schirmquallen (Scyphozoa)
      - Hydrozoen (Hydrozoa)

    - Stamm Rippenquallen (Ctenophora)
    - Zweiseitentiere (Bilateria)
      - Stamm Orthonectida
      - Stamm Rhombozoa
      - Stamm Xenacoelomorpha[1]
      - Stammgruppe Urmünder (Protostomia)
        - Stamm Pfeilwürmer (Chaetognatha)
        - Stamm Kelchwürmer (Entoprocta)
        - Stamm Cycliophora
        - Stamm Kiefermündchen (Gnathostomulida)
        - Stamm Micrognathozoa
        - Stamm Rädertierchen (Rotatoria)
        - Stamm Kratzwürmer (Acanthocephala)
        - Stamm Bauchhärlinge (Gastrotricha)
        - Stamm Plattwürmer (Plathelminthes)
          - Strudelwürmer (Turbellaria)
          - Bandwürmer (Cestoda)
          - Hakensaugwürmer (Monogenea)
          - Saugwürmer (Trematoda)

        - Überstamm Lophotrochozoen (Lophotrochozoa)
          - Stamm Moostierchen (Ectoprocta oder Bryozoa)
          - Stamm Schnurwürmer (Nemertini)
          - Stamm Ringelwürmer (Annelida)
            - Gürtelwürmer (Clitellata)
            - „Vielborster“ (Polychaeta)
            - Spritzwürmer (Sipuncula)
            - Igelwürmer (Echiura)

          - Stamm Weichtiere (Mollusca)
            - Unterstamm Stachelweichtiere (Aculifera)
              - Käferschnecken (Polyplacophora)
              - Wurmmollusken (Aplacophora)

            - Unterstamm Schalenweichtiere (Conchifera)
              - Einschaler (Monoplacophora)
              - Schnecken (Gastropoda)
              - Kahnfüßer (Scaphopoda)
              - Muscheln (Bivalvia) → Systematik der Muscheln
              - Kopffüßer (Cephalopoda)

          - Brachiozoa
            - Stamm Hufeisenwürmer (Phoronida)
            - Stamm Armfüßer (Brachiopoda)

        - Überstamm Häutungstiere (Ecdysozoa)
          - Scalidophora
            - Stamm Priapswürmer (Priapulida)
            - Stamm Korsetttierchen (Loricifera)
            - Stamm Hakenrüssler (Kinorhyncha)

          - Nematoida
            - Stamm Fadenwürmer (Nematoda)
            - Stamm Saitenwürmer (Nematomorpha)

          - Panarthropoda
            - Stamm Bärtierchen (Tardigrada)
            - Stamm Stummelfüßer (Onychophora)
            - Stamm Gliederfüßer (Arthropoda) → Systematik der Gliederfüßer
              - Unterstamm Krebstiere (Crustacea)
                - Cephalocarida
                - Remipedia
                - Muschelkrebse (Ostracoda)
                - Kiemenfußkrebse (Branchiopoda)
                - Höhere Krebse (Malacostraca) → Systematik der Höheren Krebse
                - Maxillopoda

              - Unterstamm Sechsfüßer (Hexapoda)
                - Beintastler (Protura)
                - Doppelschwänze (Diplura)
                - Springschwänze (Collembola)
                - Insekten (Insecta) → Systematik der Insekten

              - Unterstamm Tausendfüßer (Myriapoda)
                - Hundertfüßer (Chilopoda)
                - Zwergfüßer (Symphyla)
                - Doppelfüßer (Diplopoda)
                - Wenigfüßer (Pauropoda)

              - Unterstamm Kieferklauenträger (Chelicerata)
                - Asselspinnen (Pycnogonida)
                - Spinnentiere (Arachnida) (inkl. Skorpione)
                - Pfeilschwanzkrebse (Merostomata)

      - Stammgruppe Neumünder (Deuterostomia)
        - Ambulacraria
          - Stamm Kiemenlochtiere (Hemichordata)
            - Eichelwürmer (Enteropneusta)
            - Flügelkiemer (Pterobranchia)

          - Stamm Stachelhäuter (Echinodermata)
            - Unterstamm Pelmatozoen (Pelmatozoa)
              - Seelilien und Haarsterne (Crinoidea)

            - Unterstamm Eleutherozoen (Eleutherozoa)
              - Seesterne (Asteroidea)
              - Schlangensterne (Ophiuroidea)
              - Seeigel (Echinoidea)
              - Seewalzen (Holothuroidea)

        - Stamm Chordatiere (Chordata)
          - Unterstamm Schädellose (Cephalochordata, Acrania)
          - Unterstamm Manteltiere (Urochordata, Tunicata)
            - Seescheiden (Ascidiacea)
            - Geschwänzte Manteltiere (Appendicularia) oder (Larvacea)
            - Salpen (Thaliacea)

          - Unterstamm Wirbeltiere bzw. Schädeltiere (Vertebrata, Craniota)
            - Überklasse Rundmäuler (Cyclostomata)
              - Klasse Schleimaale (Myxini)
              - Klasse Neunaugen (Petromyzontida)

            - Überklasse Kiefermäuler (Gnathostomata)
              - Reihe Chondrichthiomorphi
                - Klasse Knorpelfische (Chondrichthyes) → Systematik der Knorpelfische

              - Reihe Knochenfische (Osteichthyes) → Systematik der Knochenfische
                - Klasse Strahlenflosser (Actinopterygii)
                - Klasse Muskelflosser/Fleischflosser (Sarcopterygii)

              - Reihe Landwirbeltiere (Tetrapoda)
                - Klasse Amphibien oder Lurche (Amphibia) → Systematik der Amphibien
                - ohne Rang Nabeltiere (Amnioten)
                  - ohne Rang Sauropsiden
                    - Klasse Reptilien oder Kriechtiere (Reptilia) → Systematik der Reptilien
                    - Klasse Vögel (Aves) → Systematik der Vögel

                  - Klasse Säugetiere (Mammalia) → Systematik der Säugetiere